# Philip Rüping
Philip Rüping (* 26. April 1984 in Itzehoe, Schleswig-Holstein) ist ein deutscher Springreiter.

## Werdegang
Mit zehn Jahren ritt Philip Rüping sein erstes Turnier. 1998 gewann er mit Luciano bei den Norddeutschen Jugendmeisterschaften in Klein-Flottbek sein erstes S-Springen. 2003 wurde ihm das Goldene Reitabzeichen verliehen. Von 2000 bis 2005 war Rüping sechsmal in Folge Landesmeister seiner Altersklasse. Nach dem Abitur im Jahr 2003, war er ein Jahr als reitender Soldat an der Bundeswehrsportschule in Warendorf stationiert. Dort trainierte er unter Manfred Kötter. 2003 gewann er im Sattel von Rainbow die Bronzemedaille bei den Deutschen Meisterschaften der Jungen Reiter. 2004 gehörte Rüping zum deutschen Aufgebot bei den EM in Portugal. Bei der Europameisterschaft 2005 in Schaffhausen gewann er im Team mit Felix Haßmann, Heinrike Konzag und Simone Meurer Mannschaftsgold der Jungen Reiter. Ebenfalls 2005 belegte er beim Großen Preis von Hamburg Platz zehn.
Nach einem USA-Aufenthalt begann er in Hamburg ein BWL-Studium, das er allerdings kurz darauf abbrach. Von Oktober 2006 bis März 2007 arbeitete er als Bereiter bei Holger Wulschner und wurde Mitte 2007 in den B2-Kader der deutschen Springreiter berufen. Auf Vermittlung von Dietmar Gugler zog er für sieben Monate nach New York, um die US-Springreiterin Georgina Bloomberg zu trainieren. Nach seiner Rückkehr machte er sich gemeinsam mit seinem Vater auf der Anlage von Breido Graf zu Rantzau selbstständig. Dort bilden die beiden junge Pferde für den großen Sport aus. 2010 gewann er mit seinem Hengst Landaro den Großen Preis von Wittensee und somit den zweiten Grand Prix innerhalb von acht Tagen. Aufgrund des Erfolges wurde das Paar kurzfristig für den Nationenpreis in Drammen nominiert und beendete das Turnier als bestes deutsches Paar. 2011 wurde er auf Landaro Landesmeister für Schleswig-Holstein und Hamburg.
Seit dem Jahr 2013 ist Philip Rüping als Bereiter im Sportstall von Paul Schockemöhle in Mühlen tätig. Eines der erfolgreichsten Jahre seiner Karriere hatte Rüping im Jahr 2016: Mit Copperfield errang er mehrere Top-3-Platzierungen in CSI 3*- und 4*-Großen Preisen. Daraufhin bekam er die Möglichkeit, als Teil der deutschen Mannschaft beim Nationenpreis von Šamorin (CSIO 3*) an den Start zu gehen.
Mitte Juni 2022 wurde Philip Rüping Deutsche Vize-Meister der Springreiter, eine Woche später gewann er den Großen Preis des tschechischen Nationenpreisturniers. Infolgedessen bekam Rüping die Möglichkeit, beim CHIO Aachen an den Start zu gehen.

## Privates
Philip Rüping stammt aus einer pferdebegeisterten Familie. Er ist der Sohn des ehemaligen Nationenpreisreiters Dr. Michael Rüping. Auch seine Schwester Jessica und seine Mutter Eva-Maria reiten.

## Auszeichnungen
- Goldene Reitabzeichen (2003)
- Sieger der FN-Kids-Wahl zum beliebtesten männlichen Nachwuchsreiter (2004)

## Pferde (Auszug)
ehemalige:
- Rainbow 63 (* 1995), brauner Westfalenwallach, Vater: Ramiro's Son, Muttervater: Damokles, Züchter: Regina Thomas, war einige Zeit unter Gilbert Böckmann unterwegs, wird seit Ende 2008 von Max Beermann geritten.
- Cara Mia 31 (früher: Kara Mia 2) (* 1995), Holsteiner Schimmelstute, Vater: Coronado, Muttervater: Caletto I, Besitzer: Dr. Michael Rüping
- Nadia 18, braune KWPN-Stute, Vater: Impuls, Muttervater: Zeus, Besitzer: Dr. Michael Rüping[13][14]
- Luciano, Holsteiner Wallach
- Landaro 6 (* 2001), brauner Holsteinerhengst, Vater: Lancer II, Muttervater: Cambridge; ab Anfang 2010, zuletzt 2011 im internationalen Sport eingesetzt[15]
- Copperfield 40 (* 2006), brauner Hannoveraner Wallach, Vater: Contendro I, Muttervater: Drosselklang II; ab März 2017 von Andrzej Opłatek geritten[16]
- Clinta (* 2007), Schimmelstute, Oldenburger Springpferd, Vater: Clinton, Muttervater: Lord Pezi; bis 2016 unter anderem von Daniel Neilson geritten; ab März 2018 von McLain Ward geritten[17]
- Messenger (* 2007), brauner Hannoveraner Hengst, Vater: Montender, Muttervater: Baloubet du Rouet; wurde auch von Daisuke Fukushima geritten, ab Anfang 2018 von Quentin Judge geritten[18]

## Erfolge
Europameisterschaften der Junge Reiter:
- 2003: mit Rainbow 3. Platz mit der Mannschaft,
- 2005 in Schaffhausen: mit Rainbow 1. Platz mit der Mannschaft, Platz 15 im Einzel

Deutsche Meisterschaften:
- 2017, Balve: 6. Platz mit Messenger
- 2022, Balve: 2. Platz mit Casallco

Riders Tour:
- 3. Platz in der Riders Tour-Gesamtwertung 2016

Weitere Erfolge (im Auswahl):
- 2004: 6. Platz im Großen Preis von Neuwied, 3. Platz im Großen Preis von Bargenstedt, 10. Platz im Großen Preis von Bremen, 11. Platz im Großen Preis von Hamburg (CSI 4*) mit Rainbow
- 2005: 2. Platz im Großen Preis von Elmlohe, 10. Platz im Großen Preis von Hamburg (CSI 4*) mit Rainbow
- 2006: 1. Platz im Großen Preis von Pausin mit Phill, 4. Platz im Großen Preis von Rulle mit Nadia, 4. Platz im Großen Preis des Rolinck Cups in Münster mit Rainbow, 1. Platz im Großen Preis von Altenholz mit Nadia, 1. Platz im Großen Preis von Lotto Mecklenburg-Vorpommern mit Nadia, 1. Platz im Großen Preis von Cuxhaven mit Nadia, 1. Platz im Großen Preis in Wingst-Dobrock mit Nadia, 1. Platz im Großen Preis von Wittensee mit Nadia[19], 1. Platz im Großen Preis von Altenhof mit Nadia[20], 2. Platz im Großen Preis von Neustadt (Dosse) (CSI**) mit Nadia, 11. Platz im Großen Preis von Neustadt (Dosse) (CSI***) mit Classic H, 3. Platz im Großen Preis von Bad Schwartau
- 2007: 2. Platz beim Barrierenspringen in Redefin mit Phill, 2. Platz im Großen Preis von Neustadt (Dosse), 13. Platz im Großen Preis von Verden (Aller) mit Nadia
- 2010: 1. Platz im Großen Preis von Wittensee mit Landaro, 4. Platz im Großen Preis von Haselünne mit Landaro, 1. Platz im Großen Preis von Warstein mit Landaro, 9. Platz im CSIO*** in Drammen (NOR) mit Landaro
- 2014: 3. Platz im Großen Preis von Sommerstorf (CSI 2*) mit Baldira
- 2015: 1. Platz im Großen Preis eines CSI 3* in Ciekocinko mit Cabachon, 3. Platz im Großen Preis des 108. Großen Dobrock-Turniers Wingst (Klasse S*** mit Stechen) mit Copperfield
- 2016: 4. Platz im Großen Preis der 2. Woche der Z-Tour (CSI 3* Lanaken-Zangersheide) mit Copperfield, 2. Platz im Großen Preis von Hagen a.T.W. (CSI 4*) mit Copperfield, 3. Platz im Großen Preis von Redefin (CSI 3*) mit Copperfield, 2. Platz im Großen Preis von Wiesbaden (CSI 4*) mit Copperfield, 1. Platz im Großen Preis von Twente (CSI 3* Geesteren) mit Copperfield, 3. Platz im Nationenpreis von Šamorin (CSIO 3*) mit Copperfield
- 2017: 3. Platz im Großen Preis von Zuidbroek (CSI 2*) mit Clinta, 1. Platz im Großen Preis von Neumünster (CSI 3*) mit Clinta, 2. Platz im Großen Preis von Wiesbaden (CSI 4*) mit Messenger, 2. Platz im Großen Preis eines CSI 2* in Opglabbeek mit Clinta, 2. Platz im Weltcupspringen von Posen (CSI 3*-W) mit Clinta
- 2018: 2. Platz im Großen Preis von Offenburg (CSI 3*) mit Clinta, 1. Platz im Großen Preis von Wingst-Dobrock (Klasse S***) mit Chanyon
- 2019: 3. Platz im Großen Preis von Herning (CSI 3*) mit Coco Chanel
- 2020: 2. Platz im Großen Preis von Paderborn (CSI 2*) mit Casallco
- 2021: 1. Platz im Großen Preis eines CSI 2* in Opglabbeek mit Casallco, 3. Platz im Großen Preis eines CSI 2* in Riesenbeck mit Chaquitos
- 2022: 2. Platz im Großen Preis der Danish Warmblood Stallion Show (CSI 3* Herning) mit Casallco, 1. Platz im Großen Preis von Prag (CSIO 3*-W) mit Cornelious

(Stand: 20. Juni 2022)